# Quittebeuf
Quittebeuf est une commune française située dans le département de l'Eure, en région Normandie.

## Géographie

### Localisation
La commune de Quittebeuf se situe sur le plateau du Neubourg.
| Saint-Aubin-d'Écrosville | Écauville, Feuguerolles             |                          |
| Graveron-Sémerville      | Quittebeuf                          | Bérengeville-la-Campagne |
| Graveron-Sémerville      | Tournedos-Bois-Hubert, Bernienville | Bacquepuis               |

### Hydrographie
La commune est située dans le bassin Seine-Normandie. Elle n'est drainée par aucun cours d'eau,.

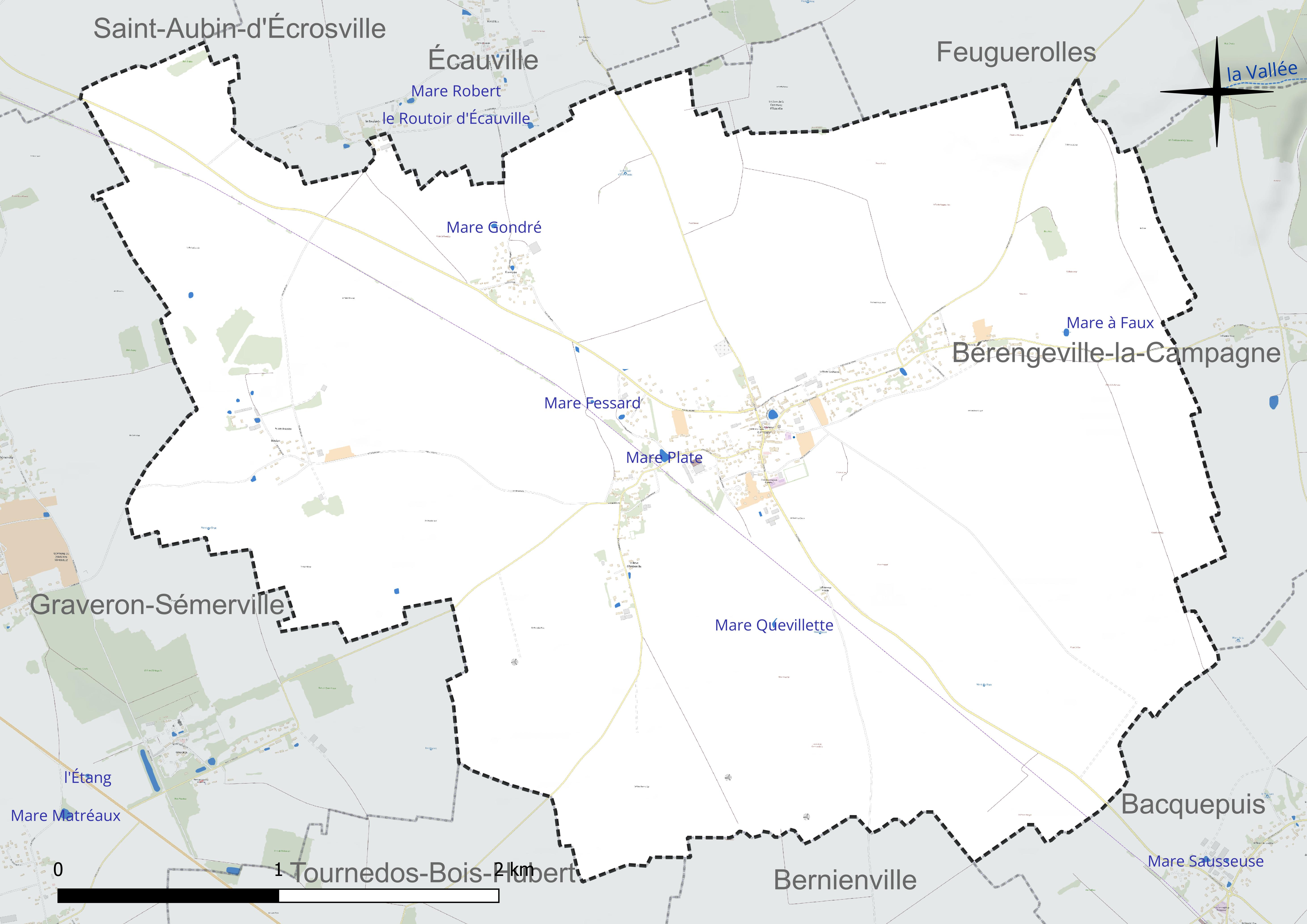
Réseau hydrographique de Quittebeuf.

Cinq plans d'eau complètent le réseau hydrographique : la mare à Faux (0,1 ha), la mare Fessard (0 ha), la mare Gondré (0 ha), la mare Plate (0,2 ha) et la mare Quevillette (0 ha),.

### Climat
Pour des articles plus généraux, voir Climat de la Normandie et Climat de l'Eure.
En 2010, le climat de la commune est de type climat océanique dégradé des plaines du Centre et du Nord, selon une étude du CNRS s'appuyant sur une série de données couvrant la période 1971-2000. En 2020, Météo-France publie une typologie des climats de la France métropolitaine dans laquelle la commune est exposée à un climat océanique et est dans la région climatique  Côtes de la Manche orientale, caractérisée par un faible ensoleillement (1 550 h/an) ; forte humidité de l’air (plus de 20 h/jour avec humidité relative > 80 % en hiver), vents forts fréquents. Parallèlement le GIEC normand, un groupe régional d’experts sur le climat, différencie quant à lui, dans une étude de 2020, trois grands types de climats pour la région Normandie, nuancés à une échelle plus fine par les facteurs géographiques locaux. La commune est, selon ce zonage, exposée à un « climat des plateaux abrités », correspondant aux plaines agricoles de l’Eure, avec une pluviométrie beaucoup plus faible que dans la plaine de Caen en raison du double effet d’abri provoqué par les collines du Bocage normand et par celles qui s’étendent sur un axe du Pays d'Auge au Perche.
Pour la période 1971-2000, la température annuelle moyenne est de 10,4 °C, avec  une amplitude thermique annuelle de 13,9 °C. Le cumul annuel moyen de précipitations est de 682 mm, avec 11,2 jours de précipitations en janvier et 8,2 jours en juillet. Pour la période 1991-2020, la température moyenne annuelle observée sur la station météorologique la plus proche, située sur la commune de Huest à 16 km à vol d'oiseau, est de 11,2 °C et le cumul annuel moyen de précipitations est de 600,6 mm,. Pour l'avenir, les paramètres climatiques de la commune estimés pour 2050 selon différents scénarios d’émission de gaz à effet de serre sont consultables sur un site dédié publié par Météo-France en novembre 2022.

## Urbanisme

### Typologie
Au 1er janvier 2024, Quittebeuf est catégorisée commune rurale à habitat dispersé, selon la nouvelle grille communale de densité à 7 niveaux définie par l'Insee en 2022.
Elle est située hors unité urbaine. Par ailleurs la commune fait partie de l'aire d'attraction d'Évreux, dont elle est une commune de la couronne,. Cette aire, qui regroupe 108 communes, est catégorisée dans les aires de 50 000 à moins de 200 000 habitants,.

### Occupation des sols
L'occupation des sols de la commune, telle qu'elle ressort de la base de données européenne d’occupation biophysique des sols Corine Land Cover (CLC), est marquée par l'importance des territoires agricoles (94,8 % en 2018), en diminution par rapport à 1990 (97,3 %). La répartition détaillée en 2018 est la suivante : 
terres arables (91,5 %), zones urbanisées (5,2 %), zones agricoles hétérogènes (3,3 %). L'évolution de l’occupation des sols de la commune et de ses infrastructures peut être observée sur les différentes représentations cartographiques du territoire : la carte de Cassini (XVIIIe siècle), la carte d'état-major (1820-1866) et les cartes ou photos aériennes de l'IGN pour la période actuelle (1950 à aujourd'hui).

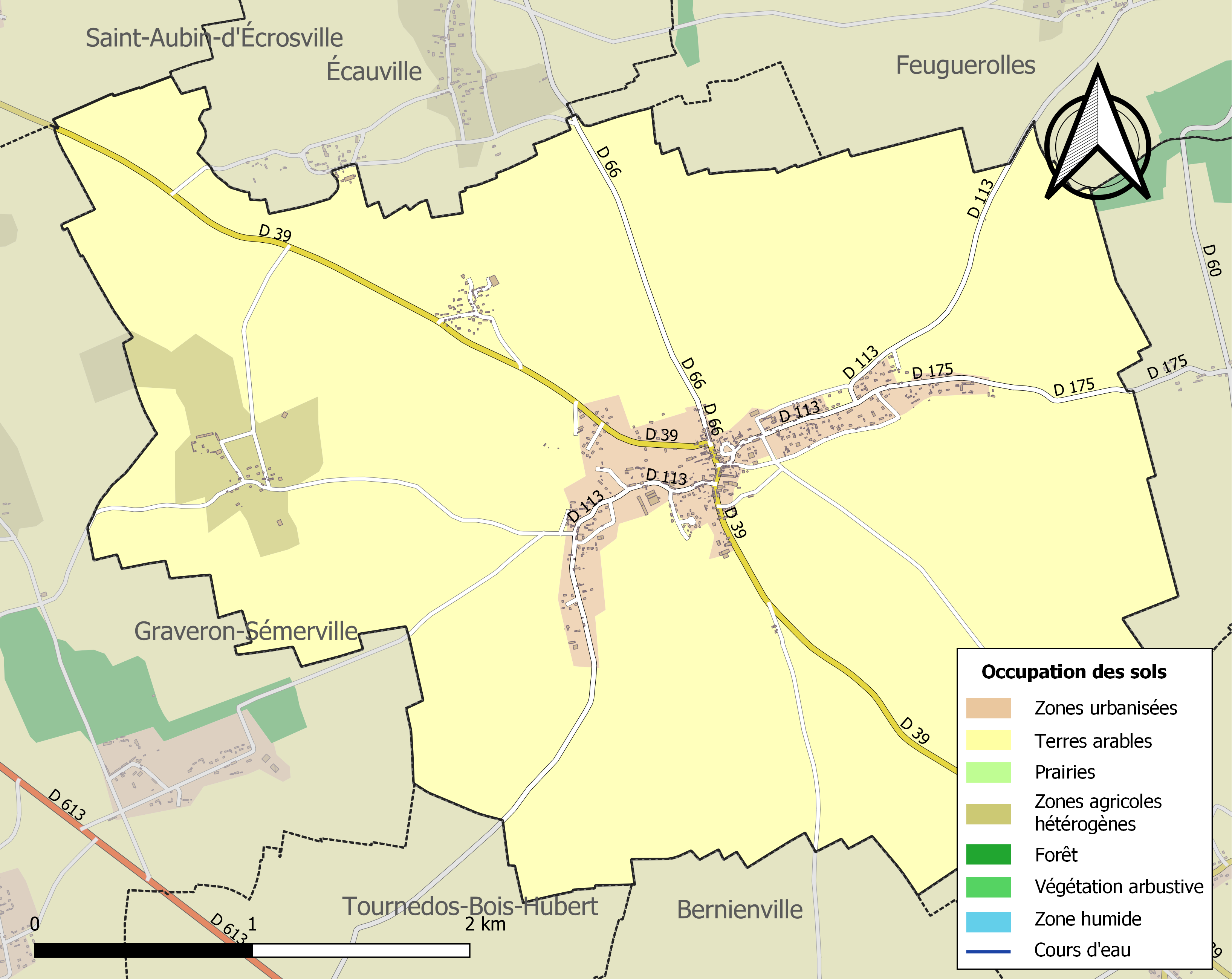
Carte des infrastructures et de l'occupation des sols de la commune en 2018 (CLC).

## Toponymie
Le nom de la localité est attesté sous les formes Guitebe et Guitebef vers 1140 (charte d’Amaury, comte d’Évreux), Guitebuet vers 1148 (bulle d’Eugène III), Quittebeuf vers 1060 (forme manifestement rajeunie dans une copie du XVIIIe siècle), Guitebuet vers 1140, Guiteboe en 1190 (2e cartulaire du chap. d’Évreux), Vitebuef en 1200 (Du Tillet, Recueil des traittez), Witebof en 1200, Quiteboue (Le Brasseur) et Guitebove en 1204 (reg. Phil. Aug.), Witeboe en 1205 (2e cartulaire du chap. d’Évreux), Guitebue et Guilhebuef en 1221 (charte de Raoul de Cierrey, évêque d’Évreux), Quitebeuf en 1225, Guitebuef en 1227 (charte d’Amaury de Meulan), Guiteboif en 1243 (cartulaire du chap. d’Évreux), Giteboui en 1230, Guitebeuf en 1259 (charte de Saint-Étienne de Renneville), Guithebolum en 1279, Guitebotum en 1287 (cartulaire du chap. d’Évreux), Vittebeuf en 1339 (La Roque), Quictebeuf en 1362, Quictetotum vers 1380 (Bibliothèque nationale), Quitebeuf en 1469 (monstre), Quietebœuf en 1709 (dénomb. du royaume), Quilbeuf en 1782 (Dict. des postes).
Ce toponyme est composé de deux éléments:
 
Le premier, Quitte-, résulte de l'évolution de Guite-, dont le [g] initial s'est assourdi en [k], phénomène mainte fois attesté dans la toponymie normande cf. Lanquetot (Seine-Maritime, pays de Caux, Languetot XIIe siècle). Cette évolution phonétique secondaire n'est pas attestée avant le XIVe siècle. Cependant ce [g] initial résultait déjà ici de l'évolution régulière du [w] germanique en [g] en français central, comme le montre d'ailleurs la forme Witeboe de 1205. Quittebeuf est situé au sud de la ligne Joret qui est parallèle à l'isoglosse [v] (au nord) / [g] (au sud) constatée en Normandie. Le [v] au nord résulte dans ce cas d'une évolution régionale secondaire de [w] à partir du XIIe siècle, ainsi note-t-on des attestations du type Vittebeuf encore en 1339.
C'est pourquoi Quitte- représente peut-être l'anthroponyme germanique continental Witto, mais le dictionnaire d'Albert Dauzat et Charles Rostaing envisage aussi le mot viti « perche servant de signal », mais aussi plus généralement « marque, repère ». En vieux danois et en anglo-scandinave, l'évolution de la consonne initiale V- est notée W-.
Le second élément, -beuf, fréquent en toponymie normande, est issu du vieux norrois de l'ouest both (c'est-à-dire bóð) « maison, village », lui-même du vieux norrois búð « camp, baraque, maison, foyer ».
Remarque : François de Beaurepaire accorde à bóð le sens de « village » qu'il n'a pas en vieux norrois, mais qu'il a peut-être pris en Normandie selon lui. L'association de -beuf avec un nom de personne n'est pas usuelle, car le même auteur n'en propose aucun pour les autres toponymes en -beuf comme Criquebeuf, Daubeuf, Elbeuf, Marbeuf, Quillebeuf, etc. En outre, l'association d'un nom de personne germanique continentale avec un appellatif d'origine scandinave suffixé est rarement établie dans la toponymie normande. Il est vraisemblable d'attribuer la même origine au Quitte- de Quittebeuf qu'au Vitte- de Vittefleur, Seine-Maritime (voir ce nom) situé au nord de l'isoglosse [v] / [g].

## Politique et administration
| Période                                  | Période   | Identité        | Étiquette | Qualité |
| ---------------------------------------- | --------- | --------------- | --------- | ------- |
|                                          | mars 2008 | Raymond Prévost |           |         |
| mars 2008                                | En cours  | Benoît Hennart  | DVD       |         |
| Les données manquantes sont à compléter. |           |                 |           |         |

## Démographie
L'évolution du nombre d'habitants est connue à travers les recensements de la population effectués dans la commune depuis 1793. Pour les communes de moins de 10 000 habitants, une enquête de recensement portant sur toute la population est réalisée tous les cinq ans, les populations de référence des années intermédiaires étant quant à elles estimées par interpolation ou extrapolation. Pour la commune, le premier recensement exhaustif entrant dans le cadre du nouveau dispositif a été réalisé en 2005.

En 2022, la commune comptait 654 habitants, en évolution de +0,93 % par rapport à 2016 (Eure : −0,25 %, France hors Mayotte : +2,11 %).
| 1793 | 1800 | 1806 | 1821 | 1831 | 1836 | 1841 | 1846 | 1851 |
| ---- | ---- | ---- | ---- | ---- | ---- | ---- | ---- | ---- |
| 774  | 721  | 780  | 751  | 649  | 648  | 631  | 897  | 611  |

| 1856 | 1861 | 1866 | 1872 | 1876 | 1881 | 1886 | 1891 | 1896 |
| ---- | ---- | ---- | ---- | ---- | ---- | ---- | ---- | ---- |
| 562  | 528  | 519  | 535  | 541  | 503  | 502  | 505  | 510  |

| 1901 | 1906 | 1911 | 1921 | 1926 | 1931 | 1936 | 1946 | 1954 |
| ---- | ---- | ---- | ---- | ---- | ---- | ---- | ---- | ---- |
| 504  | 509  | 508  | 452  | 441  | 445  | 459  | 441  | 410  |

| 1962 | 1968 | 1975 | 1982 | 1990 | 1999 | 2005 | 2006 | 2010 |
| ---- | ---- | ---- | ---- | ---- | ---- | ---- | ---- | ---- |
| 462  | 404  | 412  | 482  | 481  | 524  | 597  | 601  | 598  |

| 2015 | 2020 | 2022 | - | - | - | - | - | - |
| ---- | ---- | ---- | - | - | - | - | - | - |
| 639  | 650  | 654  | - | - | - | - | - | - |

## Culture locale et patrimoine

### Lieux et monuments
- L'ancienne église Saint-Pierre a été détruite par un violent incendie en 1893 ; l'ensemble de l'édifice et du mobilier de la nouvelle église date de 1896.
- Le monument aux morts commémore les morts des deux guerres mondiales.
- La Voie Verte Évreux - Le Bec-Hellouin et l'ancienne gare de Quittebeuf.

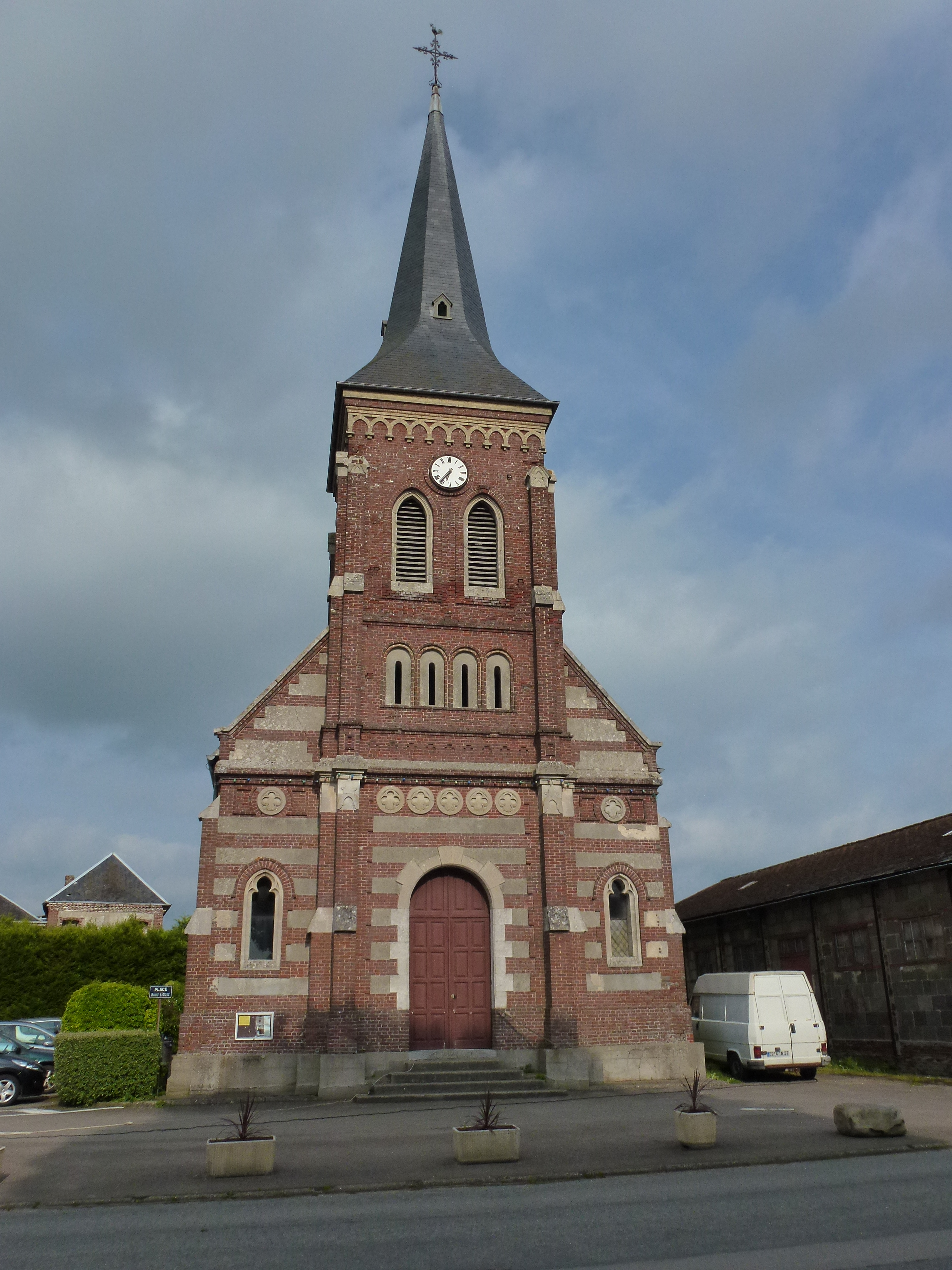
L'église Saint-Pierre.
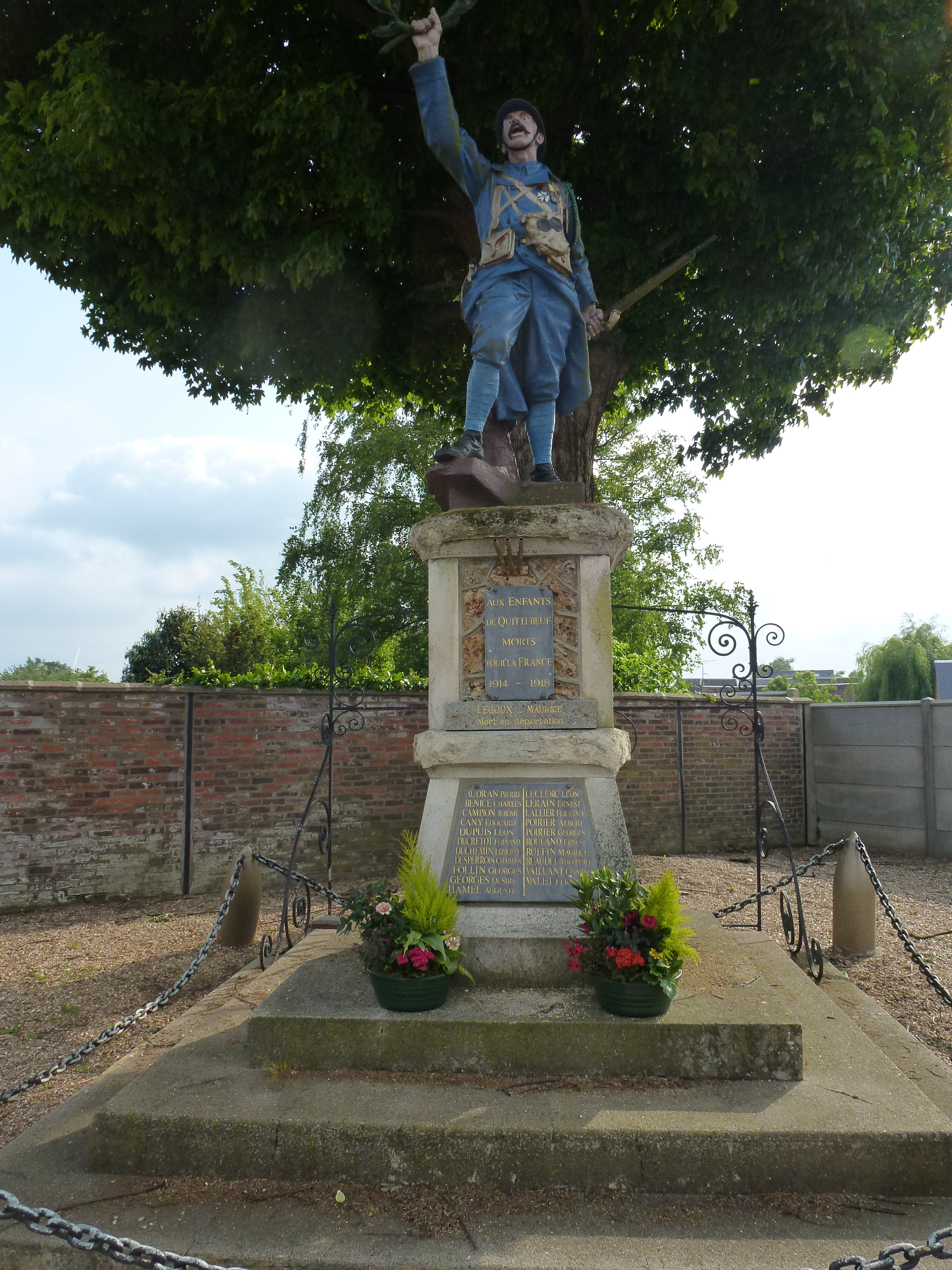
Le monument aux morts.
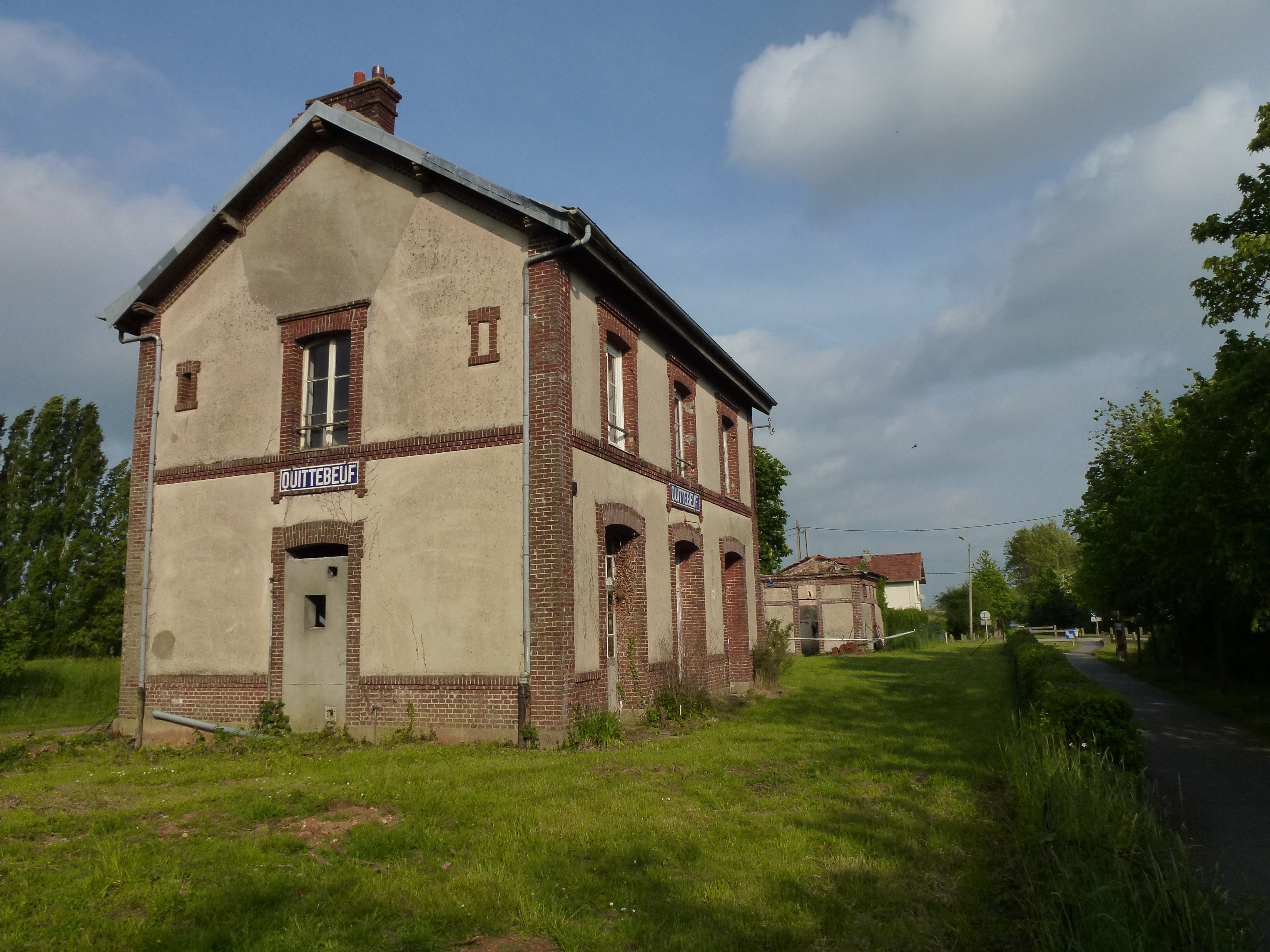
L'ancienne gare et la Voie Verte.